# George Groves
George Groves (Hammersmith, Londres, 26 de marzo de 1988) es un exboxeador profesional británico que compitió entre 2008 y 2018. Ha sido campeón súpermediano de la WBA entre 2017 y 2018, y anteriormente consiguió los títulos súper medianos de Europa, Inglaterra y la Commonwealth entre 2010 y 2014. Como aficionado, Groves ganó el título de peso mediano de la ABA dos veces en 2007 y 2008.
Desde diciembre de 2017, es clasificado como el segundo mejor súpermediano activo del mundo por la revista The Ring y la Transnational Boxing Rankings Board, y el tercero por BoxRec.

## Carrera amateur

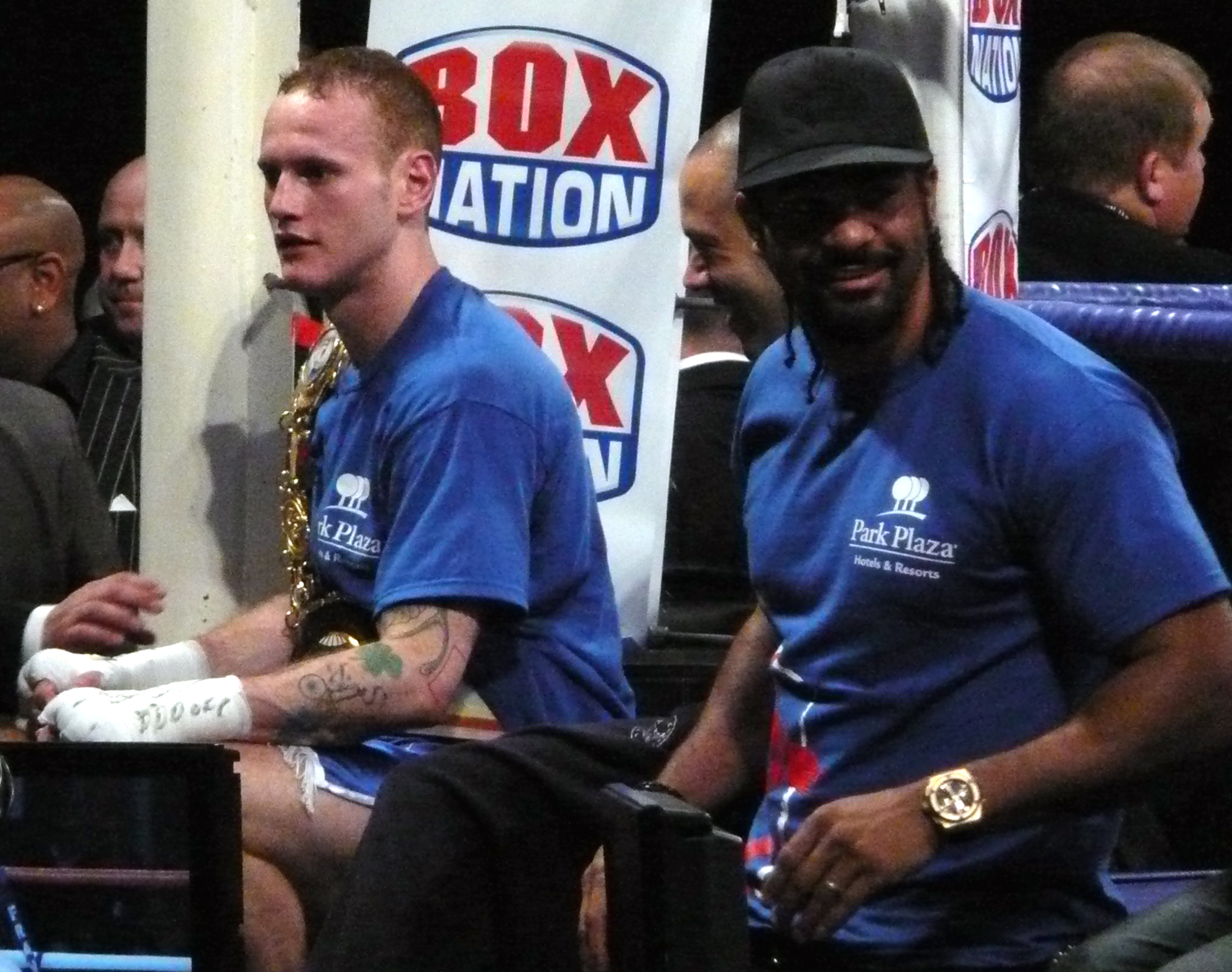
George Groves (izquierda), Adam Booth (centro) y David Haye (derecha) en el Wembley Arena de Londres, realizando entrevistas posteriores a las peleas con BoxNation.

Groves generalmente peleó en la división de 75 kilogramos (165 lb) como amateur y ganó el campeonato Senior ABA por su peso en 2006 y 2007. También peleó en campeonatos en todo el mundo y ganó medallas en lugares como Rusia, Estonia, Bosnia, Marruecos y Estados Unidos. En 2006, derrotó al futuro campeón olímpico y mundial James DeGale y compiló un récord total de aficionados de 66 victorias en 76 peleas con 40 victorias antes de tiempo.

## Carrera profesional
Groves se convirtió en profesional el 15 de noviembre de 2008 y se unió al establo Hayemaker Promotions. Su primera pelea como profesional se llevó a cabo en noviembre de 2008 en el O2 Arena, en la cartelera de la victoria de David Haye sobre Monte Barrett con una victoria a seis asaltos sobre Kirill Pshonko. En su próxima salida en febrero de 2009, noqueó en la tercera ronda a Romaric Hignard en una pelea en el York Hall en Bethnal Green. Siguió con su racha en marzo derrotando a Paul Samuels en el Echo Arena en Liverpool, y en abril viajó a Belfast para deshacerse de Sandor Polgar.

### Groves vs. DeGale
El 21 de mayo de 2011 en el O2 Arena de Londres, Groves y DeGale se enfrentaron en un muy esperado encuentro por los títulos del súper mediano británicos y de la Commonwealth. Groves fue declarado ganador por decisión mayoritaria después de doce rondas muy reñidas. Dos jueces anotaron la pelea 115-114 a favor de Groves, con otro anotando la pelea 115-115.

### Groves vs. Froch
A mediados de 2013, la FIB instaló a Groves como retador obligatorio del campeón Carl Froch, con una pelea que tuvo lugar el 23 de noviembre de 2013 en el Phones4u Arena de Mánchester; tanto los títulos FIB como AMB de súper mediano de Froch estaban en juego. El 17 de septiembre, Groves se separó del entrenador Adam Booth. En la pelea, Froch detuvo a Groves en el noveno asalto en medio de circunstancias controvertidas. Groves estaba por delante en las tarjetas de puntuación de los tres jueces, habiendo dejado caer al campeón en la primera ronda con una mano derecha contraria dura. Muchos observadores en el ringside, incluyendo a los boxeadores David Haye y Amir Khan, comentaron que el réferi Howard Foster intervino demasiado rápido durante un intercambio en el que ambos peleadores lanzaron golpes fuertes. Dada la naturaleza controvertida del paro, hubo llamadas inmediatas para una revancha.
El 24 de enero de 2014, la FIB ordenó una revancha entre Froch y Groves, dando Froch 90 días para luchar contra Groves o renunciar a su título de la IBF.

### Groves vs. Froch II
El 13 de febrero de 2014, Eddie Hearn y Matchroom Boxing anunciaron que Froch v Groves II tendría lugar el 31 de mayo de 2014 en el estadio de Wembley en Londres, Inglaterra. Tan pronto como las entradas salieron a la venta, se vendieron 60,000 boletos en menos de una hora y se pusieron a disposición 20,000 boletos adicionales, convirtiéndose en la mayor asistencia de un combate de boxeo en Gran Bretaña desde la Segunda Guerra Mundial. Froch fue citado diciendo que la pelea es lo que el "público británico quiere ver" y que esa era la razón por la que tomó la opción de darle una revancha a Groves. Al igual que en la primera pelea, los títulos de la IBF y WBA del supermediano de Froch estaban en juego. Antes de la pelea, Groves firmó con los promotores alemanes Sauerland, en lo que se ha descrito como "un acuerdo a largo plazo".
Delante de 80,000 en el estadio, Froch noqueó a Groves en el octavo asalto, reteniendo sus títulos súper mediano de la FIB y la AMB.
Groves comenzó a reconstruir hacia otro combate por el título mundial después del retiro de Froch. El 20 de septiembre, ganó el título europeo y vacante del peso súper mediano del CMB de plata después de derrotar al boxeador francés Christopher Rebrassé por decisión unánime después de 12 rondas. Los cuadros de la pelea fueron 118-110, 118-110, 117-111.

### Groves vs. Eubank Jr.
Debido a ganar sus respectivos combates en octubre de 2017, Groves y Chris Eubank Jr. (26-1, 20 KOs) debían enfrentarse en la semifinal del torneo. Al principio, el promotor Kalle Sauerland declaró que trataría de reservar la pelea por un estadio en Londres o Mánchester. En noviembre de 2017, ITV informó que la pelea estaba programada para el 17 de febrero de 2018 en el Manchester Arena de Mánchester, el estadio cubierto más grande de Europa. El ganador de la pelea ganaría su lugar en la final del torneo y también se retiraría con los títulos de súper mediano WBA (Súper) e IBO. Las entradas para la pelea se agotaron en siete minutos. Groves pesaba 167 libras, una libra por debajo del límite de peso y Eubank pesó 167.5 libras.
Groves aseguró su lugar en la final del torneo después de derrotar a Eubank en 12 asaltos. Los jueces anotaron la pelea 117-112, 116-112 y 115-113 para Groves. Groves, el hombre más grande del cuadrilátero, usó su jab para controlar la pelea luego de un asalto cauteloso y peleó principalmente sobre el pie trasero. Un choque accidental de cabezas causó que Eubank recibiera un corte en el costado del ojo derecho en el tercer asalto. El gran corte fue abordado por su esquina después del asalto, pero a medida que la pelea pasó a las rondas posteriores, se vio sangre que fluía excesivamente. La pelea estuvo plagada de muchos remaches y golpes sucios de ambos boxeadores. Groves retuvo su título de la AMB pero no reclamó el título de IBO de Eubank ya que no pagó sus honorarios de sanción. Groves también sufrió una dislocación en el hombro en el asalto 12. Se dijo que Groves pesaba alrededor de 184 libras en la noche de la pelea. Después de la pelea, Groves dijo: "Era sobre quién lo quería más, creo, y obviamente lo quería más. El jab estaba aterrizando correctamente toda la noche. Cuando tuvo éxito, fue porque hice algo mal. Era fuerte, era agresivo, pero obviamente eso no fue suficiente esta noche". Eubank respondió:" Pensé que estaba cerca. Pensé que hice lo suficiente en las últimas rondas para ganar la pelea, pero fue una pelea cerrada. Y todo el crédito a George. Ya sabes, esto es parte del boxeo. Ganas un poco y pierdes un poco. Esperemos que podamos obtener una revancha. Fue suficiente buena pelea para tener otra". Las estadísticas mostraron que Groves conectó 117 de 398 golpes lanzados (29%) y Eubank conectó 92 de sus 421 lanzados (22%). Muchos expertos y exboxeadores declararon que Eubank debería seguir adelante y contratar a un entrenador. Ambos boxeadores ganaron una bolsa base de £ 1.5 millones, que podría aumentar debido al patrocinio y las ventas de PPV.

## Récord profesional
| 28 Ganadas (20 KOs), 4 Derrotas (3 KOs) |        |                        |      |              |            |                                                       | |
| Res.                                    | Record | Oponente               | Tipo | Rd., Tiempo  | Datos      | Localidad                                             | Notas |
| D                                       | 28–4   | Callum Smith           | KO   | 7 (12), 2:04 | 28-09-2018 | King Abdullah Sports City, Jeddah, Arabia Saudí       | Pierde el título WBA (Super) del peso supermediano; Final del World Boxing Super Series del peso supermediano.                                |
| G                                       | 28–3   | Chris Eubank Jr.       | UD   | 12           | 17-02-2018 | Manchester Arena, Mánchester, Reino Unido             | Defiende el título WBA (Super) del peso supermediano; Gana título de la IBO; Semifinales del World Boxing Super Series del peso supermediano. |
| G                                       | 27–3   | Jamie Cox              | KO   | 4 (12), 1:42 | 14-10-2017 | The SSE Arena Wembley, Londres, Reino Unido           | Retiene el título WBA (Super) del peso supermediano; Cuartos del torneo World Boxing Super Series.                                            |
| G                                       | 26–3   | Fedor Chudinov         | TKO  | 6 (12), 1:14 | 27-05-2017 | Bramall Lane, Sheffield, Reino Unido                  | Gana el título vacante WBA (Super) del peso supermediano.                                                                                     |
| G                                       | 25–3   | Eduard Gutknecht       | UD   | 12           | 18-11-2016 | The SSE Arena Wembley, Londres, Reino Unido           | Retiene el título WBA International del peso supermediano                                                                                     |
| G                                       | 24–3   | Martin Murray          | UD   | 12           | 25-06-2016 | The O2 Arena, Londres, Reino Unido                    | Retiene el título WBA International del peso supermediano                                                                                     |
| G                                       | 23–3   | David Brophy           | KO   | 4 (12), 0:47 | 09-04-2016 | The O2 Arena, Londres, Reino Unido                    | Gana el título vacante WBA International del peso supermediano                                                                                |
| G                                       | 22–3   | Andrea Di Luisa        | TKO  | 5 (12), 1:55 | 30-01-2016 | Copper Box Arena, Londres, Reino Unido                | |
| D                                       | 21–3   | Badou Jack             | SD   | 12           | 12-09-2015 | MGM Grand Garden Arena, Paradise, Nevada, EE. UU.     | Por el título de la WBC del peso supermediano                                                                                                 |
| G                                       | 21–2   | Denis Douglin          | TKO  | 7 (12), 2:54 | 22-11-2014 | Echo Arena, Liverpool, Reino Unido                    | Retiene el título WBC Silver del peso supermediano                                                                                            |
| G                                       | 20–2   | Christopher Rebrassé   | UD   | 12           | 20-09-2014 | The SSE Arena Wembley, Londres, Reino Unido           | Gana el título Europeo (EBU) y el título vacante WBC Silver del peso supermediano.                                                            |
| D                                       | 19–2   | Carl Froch             | KO   | 8 (12), 2:34 | 31-05-2014 | Wembley Stadium, Londres, Reino Unido                 | Por los títulos de la WBA (Unified) y IBF del peso supermediano                                                                               |
| D                                       | 19–1   | Carl Froch             | TKO  | 9 (12), 1:33 | 23-11-2013 | Phones4u Arena, Mánchester, Reino Unido               | Por los títulos de la WBA (Unified) y IBF del peso supermediano.                                                                              |
| G                                       | 19–0   | Noé González Alcoba    | TKO  | 5 (12), 0:51 | 25-05-2013 | The O2 Arena, Londres, Reino Unido                    | Gana el título vacante WBA Intercontinental del peso supermediano                                                                             |
| G                                       | 18–0   | Baker Barakat          | TKO  | 2 (8), 2:20  | 23-03-2013 | GETEC Arena, Magdeburg, Alemania                      | |
| G                                       | 17–0   | Dario German Balmaceda | TKO  | 3 (10), 0:58 | 09-03-2013 | Wembley Arena, Londres, Reino Unido                   | |
| G                                       | 16–0   | Glen Johnson           | UD   | 12           | 15-12-2012 | ExCeL, Londres, Reino Unido                           | Retiene el título de la Commonwealth del peso supermediano                                                                                    |
| G                                       | 15–0   | Francisco Sierra       | TKO  | 6 (10), 2:15 | 28-07-2012 | HP Pavilion, San Jose, California, EE. UU.            | |
| G                                       | 14–0   | Paul Smith             | TKO  | 2 (12), 1:18 | 05-11-2011 | Wembley Arena, London, England                        | Retiene el título Británico y de la Commonwealth del peso supermediano                                                                        |
| G                                       | 13–0   | James DeGale           | MD   | 12           | 21-05-2011 | The O2 Arena, Londres, Reino Unido                    | Retiene el título de la Commonwealth del peso supermediano; Gana el título Británico del peso supermediano                                    |
| G                                       | 12–0   | Daniel Adotey Allotey  | TKO  | 4 (8), 1:53  | 05-03-2011 | Leisure Centre, Huddersfield, Reino Unido             | |
| G                                       | 11–0   | Kenny Anderson         | TKO  | 6 (12), 2:35 | 13-11-2010 | MEN Arena, Mánchester, Reino Unido                    | Retiene el título de la Commonwealth del peso supermediano                                                                                    |
| G                                       | 10–0   | Alfredo Contreras      | TKO  | 6 (8), 0:48  | 31-07-2010 | Mandalay Bay Events Center, Paradise, Nevada, EE. UU. | |
| G                                       | 9–0    | Charles Adamu          | TKO  | 6 (12), 2:51 | 03-03-2010 | MEN Arena, Mánchester, Reino Unido                    | Gana el título de la Commonwealth del peso supermediano                                                                                       |
| G                                       | 8–0    | Grigor Sarohanian      | TKO  | 3 (6)        | 22-01-2010 | Brentwood Centre, Brentwood, Reino Unido              | |
| G                                       | 7–0    | Konstantin Makhankov   | UD   | 8            | 07-11-2009 | Nuremberg Arena, Núremberg, Alemania                  | |
| G                                       | 6–0    | Tadas Jonkus           | TKO  | 4 (6), 1:49  | 16-10-2009 | Seaburn Centre, Sunderland, Reino Unido               | |
| G                                       | 5–0    | Martins Kukulis        | TKO  | 5 (8), 2:50  | 04-10-2009 | York Hall, Londres, Reino Unido                       | |
| G                                       | 4–0    | Sandor Polgar          | TKO  | 1 (6), 1:54  | 25-04-2009 | Ulster Hall, Belfast, Irlanda del Norte               | |
| G                                       | 3–0    | Paul Samuels           | TKO  | 1 (6), 2:31  | 28-03-2009 | Echo Arena, Liverpool, Reino Unido                    | |
| G                                       | 2–0    | Romaric Hignard        | TKO  | 3 (6), 1:48  | 01-02-2009 | York Hall, Londres, Reino Unido                       | |
| G                                       | 1–0    | Kirilas Psonko         | PTS  | 6            | 15-11-2008 | The O2 Arena, Londres, Reino Unido                    | Debut profesional de Groves. |